# Marche des drapeaux
Pour l’article homonyme, voir Marche au drapeau.
La marche des drapeaux est un défilé annuel de l'extrême droite israélienne organisé depuis 1968 dans le cadre de la journée de Jérusalem, qui célèbre la prise de Jérusalem-Est par Israël lors de la guerre des Six Jours. 
Initialement limité au quartier juif de la vieille ville, le défilé traverse désormais le quartier musulman. L'événement est régulièrement marqué par des slogans racistes, des actes de vandalisme et des violences à l'égard de la population palestinienne.
Cette marche constitue une source récurrente de tensions géopolitiques, ayant notamment contribué au déclenchement de la crise israélo-palestinienne de 2021. Plusieurs ministres du gouvernement israélien y participent régulièrement depuis 2023, notamment Itamar Ben-Gvir et Bezalel Smotrich.

## Contexte et organisation
La marche des drapeaux a lieu annuellement depuis 1968 dans le cadre de la journée de Jérusalem, qui célèbre la prise de Jérusalem-Est par Israël lors de la guerre des Six Jours,. Si le défilé ne passait à l'origine qu'à travers le quartier juif de la vieille ville, il traverse désormais le quartier musulman. Depuis les années 2010, elle vise d'après Le Monde moins à célébrer la victoire de 1967 qu'à affirmer la domination juive sur les Palestiniens.
L'événement est financé par la municipalité de Jérusalem à hauteur de 700 000 shekels sans appel d'offres public,. Il est organisé par l'association Am K'Lavi, présidée par Baruch Kahane, fils du rabbin suprémaciste Meir Kahane,.

## Impact sur la population palestinienne
L'événement provoque régulièrement des situations tendues avec les résidents palestiniens de la vieille ville. Il impose des restrictions sévères aux Palestiniens : fermeture forcée des commerces, couvre-feu informel dans le quartier musulman et déploiement de policiers pour sécuriser le parcours.
Des slogans racistes comme « Mort aux Arabes » et « Nous détruirons la mosquée al-Aqsa » ainsi que des actes de vandalisme contre les commerces palestiniens ont régulièrement lieu lors des défilés.

## Violences
L'événement attire régulièrement des groupes extrémistes, notamment des « jeunes des collines » et des membres du groupe d'ultras La Familia (en), qui agressent des habitants de la vieille ville et participent aux actes de vandalisme. La police tolère ces comportements, préférant souvent évacuer les militants pacifistes venus protéger les Palestiniens plutôt que d'arrêter les perturbateurs.
En 2022, les manifestants célèbrent la mort de la journaliste palestinienne Shireen Abu Akleh et commettent des agressions à l'encontre des palestiniens, des journalistes et des commerçants. Les heurts font 40 blessés palestiniens. En 2023, plusieurs journalistes sont agressés par des manifestants, ce qui conduit à l'arrestation de deux personnes,. Cinq policiers israéliens sont également légèrement blessés.
En 2024, 18 personnes sont interpellées, dont cinq adolescents pour avoir agressé des journalistes,. Des palestiniens et des opposants sont également attaqués par des manifestants. En 2025, les manifestants crachent sur des femmes palestiniennes, renversent un homme âgé et tentent de brûler un exemplaire du Coran près de la porte de Damas.

## Déploiement sécuritaire et répression
Le dispositif sécuritaire mobilise des effectifs importants, avec entre 2 500 et 3 500 policiers déployés en 2023 et environ 3 000 agents déployés dans Jérusalem en 2024,.
En 2021, la police israélienne établit un périmètre de sécurité autour de la porte de Damas et évacue préventivement les palestiniens de la zone. Une vingtaine de palestiniens sont arrêtés et une trentaine blessés par les autorités israéliennes,. 
En 2022, Les heurts entre manifestants palestiniens et policiers israéliens font 79 blessés palestiniens à Jérusalem (par balles en caoutchouc, grenades assourdissantes et gaz lacrymogène) et 163 en Cisjordanie, dont 11 par balles réelles selon le Croissant-Rouge palestinien. Plus de 50 personnes sont arrêtées, dont plus de 40 palestiniens.

## Tensions géopolitiques
En mai 2021, une marche des drapeaux est finalement annulée, ayant participé à déclencher onze jours de conflit entre Israël et le Hamas.
En juin 2021, le gouvernement Bennett autorise la tenue d'une marche des drapeaux en modifiant son parcours pour éviter le quartier musulman, seul compromis accepté par les organisateurs,. Cette manifestation de militants nationalistes d'extrême droite fait craindre une reprise des affrontements, le Hamas menaçant d'une reprise des hostilités si la procession a lieu. En réponse à des manifestations à Gaza, Israël mène des frappes aériennes dans la soirée.
En 2023, malgré les craintes d'escalade en raison des affrontements récents avec Gaza, la marche s'achève sans incident sécuritaire majeur.

## Implication de membres du gouvernement

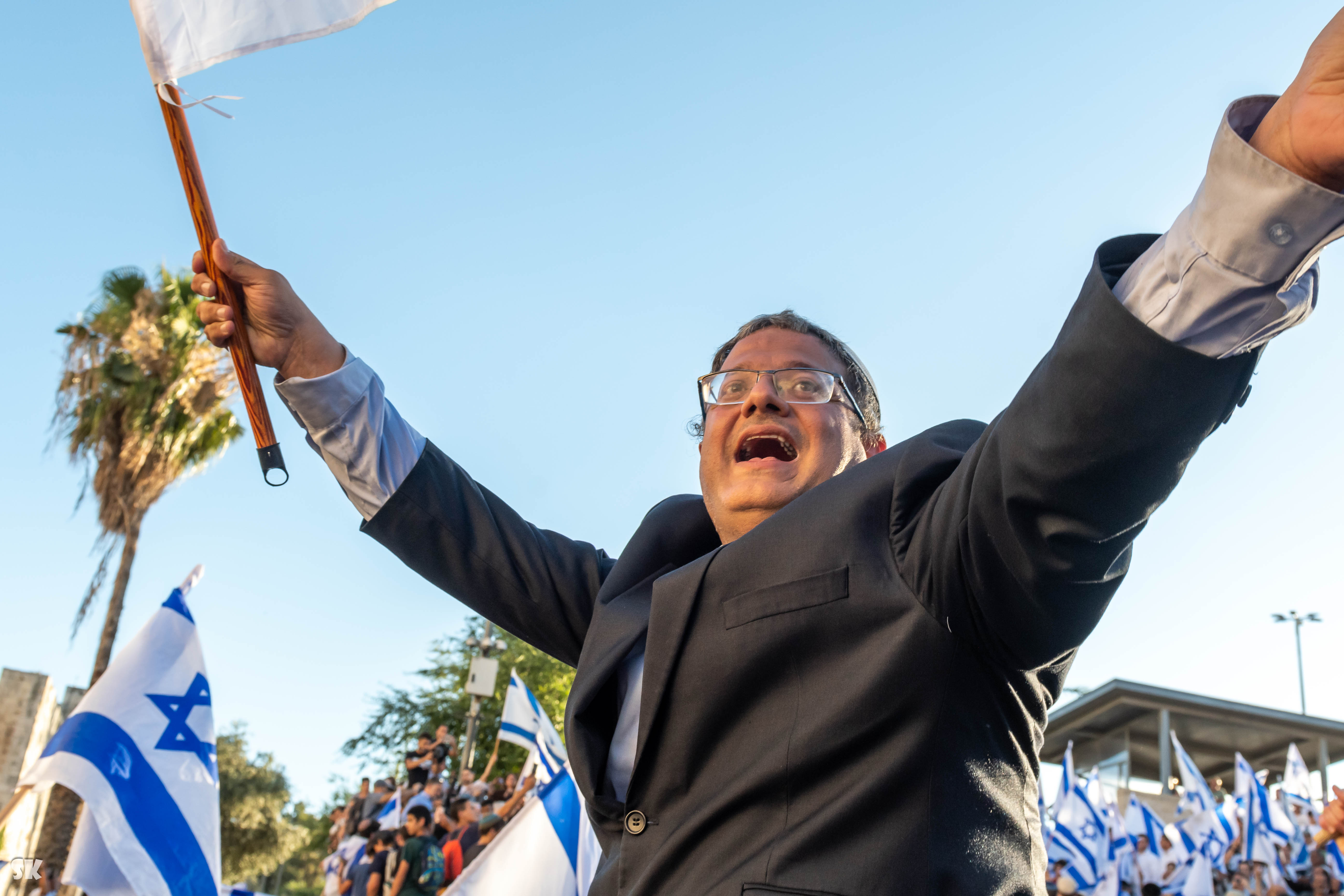
Itamar Ben-Gvir lors de la marche des drapeaux en 2021.

Depuis 2023,, plusieurs ministres du gouvernement israélien participent régulièrement à l'événement, notamment Itamar Ben-Gvir et Bezalel Smotrich,,,,.
En 2024, Ben-Gvir y déclare notamment que « le mont du Temple nous appartient » et revendique le droit des Juifs à y prier librement. En 2025, il prononce un discours appelant à refuser l'aide humanitaire à Gaza dans le cadre de la guerre qui s'y déroule depuis 2023 et dans lequel il déclare que « nos ennemis ne méritent qu'une balle dans la tête ! ».

## Violations du statu quo sur l'esplanade des Mosquées
En 2022, plus de 2 600 juifs montent sur l'esplanade des Mosquées pour y prier en marge de la marge, malgré le statu quo établissant que les Juifs n'y ont pas le droit de prier. En 2024, plus de 1 000 juifs y prient,.

## Participation
En 2021, la manifestation réunit plus d'un millier de personnes, dont une majorité de colons, tandis qu'elle réunissait auparavant une dizaine de milliers de manifestants.. En 2022, plusieurs milliers de personnes défilent,,. De 2023 à 2025, des dizaines de milliers de manifestants participent à la marche,,.

## Opposition
En réaction à la marche, des contre-manifestations sont organisées en parallèle en 2021 et des palestiniens organisent leurs propres marches aux drapeaux en Cisjordanie et à Gaza en 2023. Des militants pacifistes israéliens tentent d'apaiser les tensions lors de la marche en distribuant des fleurs aux passants en 2025.